# Argoncilhe
Argoncilhe (São Martinho de Argoncilhe) é uma vila portuguesa sede da Freguesia de Argoncilhe do Município de Santa Maria da Feira, freguesia com 8,7 km² de área e 8181 habitantes (censo de 2021), tendo, por isso, uma densidade populacional de 940,3 hab./km².
A povoação de Argoncilhe foi re-elevada à categoria de vila em 1985.

## Geografia
Argoncilhe é a freguesia do município de Santa Maria da Feira mais próxima da cidade do Porto. Situa-se no extremo norte do município, rodeada por Grijó, Seixezelo, Olival e Sandim, freguesias gaienses, e Nogueira da Regedoura, Mozelos, Sanguedo, Lourosa e Fiães, freguesias feirenses.
A vila de Argoncilhe dispõe de bons acessos rodoviários, EN1, A1, A41 e A32, o que permite à sua população chegar rapidamente quer a Santa Maria da Feira (11 km), a Espinho (9 km), a Vila Nova de Gaia (12 km) ou ao Porto (15 km).

## História

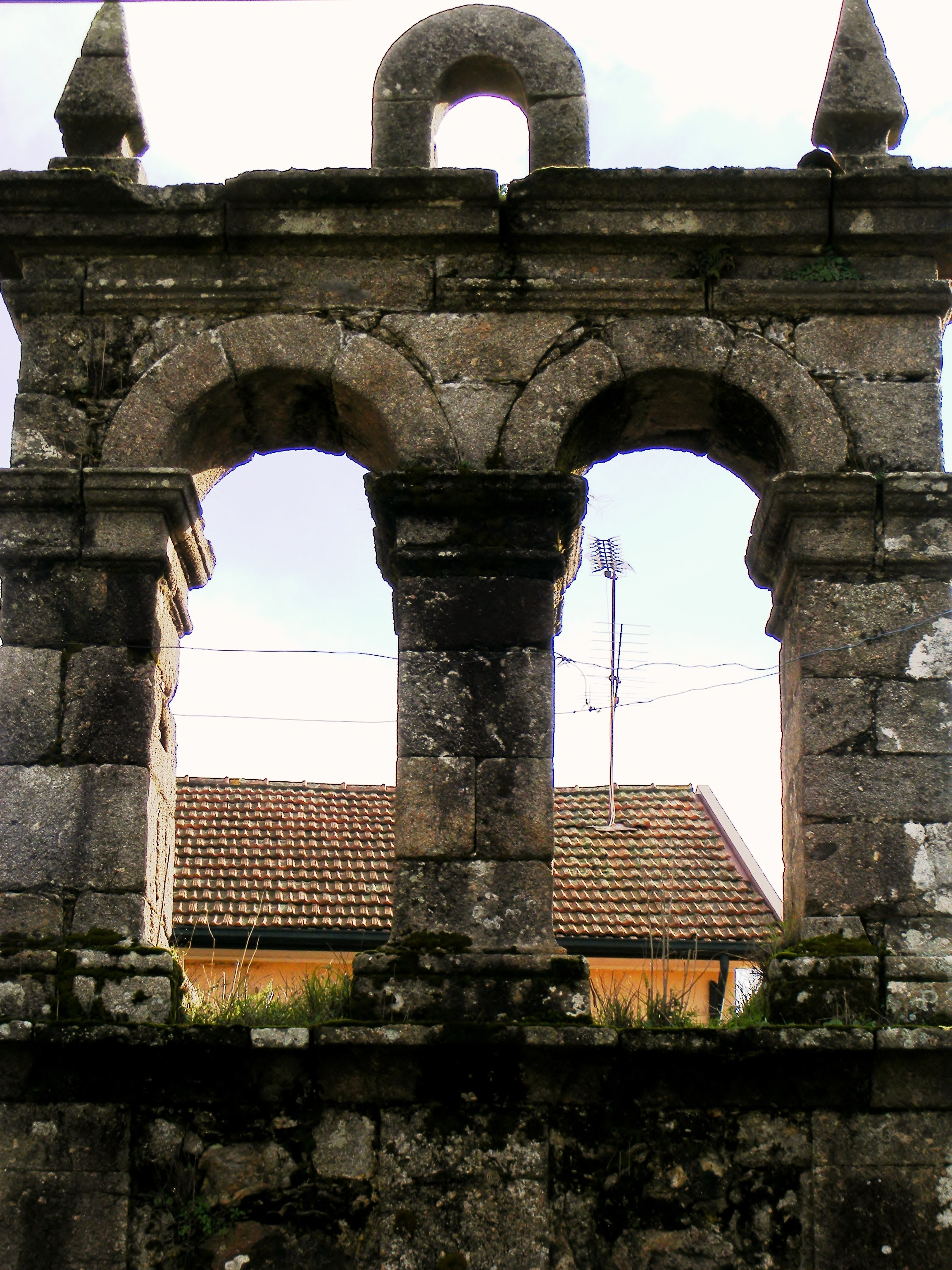
Campanário integrante da Capela de São Tomé (quase em ruína).

As origens mais remotas de Argoncilhe são, ao que tudo indica, a época pré-romana, e depois a romana, a crer na toponímia e nos achados arqueológicos, nomeadamente em Aldriz (lugar do Crasto), onde estariam localizadas várias "villas".
Quanto à origem do nome, não é assim tão unânime. Existem mesmo duas versões, que apontam para duas possibilidades etimológicas distintas. Segundo a primeira, Argoncilhe deriva de "areucillus", por sua vez diminutivo de "areub" (arco), resultando depois, em latim, "arcucillus" e finalmente "arcucillis", ficando em última instância "Argoncilhe" (arquinho). Já a segunda, aponta Argoncilhe como genitivo do nome pessoal "Dragoncellus", tendo evoluído da seguinte forma: "Dragunceli" (1086), "Draguncelli" (1091), "Dragoncelli" (1100 e 1102), "Dragonzell" (1114), "Ecllesian Sancti Martini de Argoncilhi" (1320), "S. Martinho de Dragoncilhi" (1337).

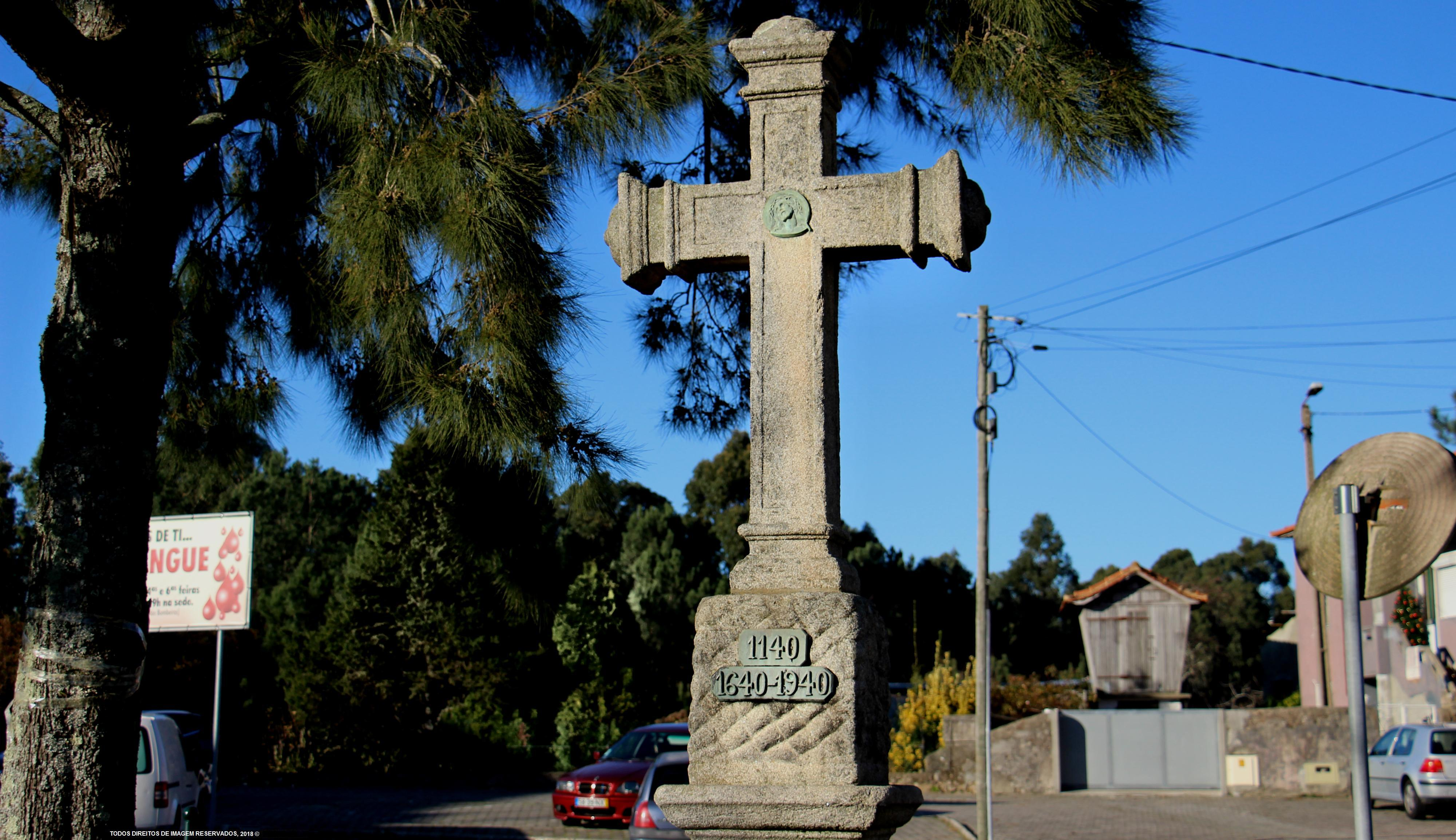
Cruz Milenar de Argoncilhe.

O documento escrito mais antigo referenciando Argoncilhe aparece em 1086, atestando a doação, por Sancha Bermudes, de vários prédios da "villa de Eldriz" (Aldriz) à Igreja de S. Martinho. Poucos anos depois, em 1091, são Ragui Ramirez e Ruderico Gunsalvez a referir-se à freguesia, numa carta de partilhas estabelecida com D. Soeiro Formarigues, relativamente a bens junto ao monte da Pena (Outeiro da Pena), na "villa Dragoncelli". As referências sucedem-se ao longo dos anos, tal como a de 1100, com D. Soeiro Formarigues novamente interveniente, ao adquirir os bens da "villa de Dragoncelli" pertencentes a Elvira Gouviaz.
Característica marcante da história medieval de Argoncilhe é a sua ligação precoce e intrínseca a Grijó. Em 1093, foi um dos sete padroados doados ao Mosteiro de Grijó, juntamente com Perosinho, Serzedo, Grijó, Travanca de Bemposta, S. Miguel de Travaçô e Teirol. Uma doação feita por D. Bernardo, Bispo de Coimbra, e reformada depois, em 1137, pelo Bispo D. João, nas igrejas do território do Porto (que entretanto se estendeu pelas terras da Feira), ou seja, Argoncilhe, Perosinho, Serzedo e Grijó. Uma situação que se manteve até 1686, altura em que a freguesia fica independente do Convento dos Crúzios de Grijó, até 1834.
Desde sempre, a agricultura foi a atividade principal de Argoncilhe, mas a partir do século XX surgiram as primeiras indústrias, na área das madeiras e da serralharia. A partir dos anos 30, aparecem, em maior número, as pequenas indústrias. Nesta altura, ganha importância o fabrico do prego para a tanoaria, responsável pela criação de um elevado número de postos de trabalho, bem como pela difusão das artes para a construção civil. A exploração do volfrâmio foi também um marco crucial na história da vila, entre 1939 e 1945, responsável por grandes negócios, mas também pela emigração para a Venezuela, Brasil, França e Alemanha.
A chegada da eletricidade à freguesia (1951) permitiu um avanço na modernização agrícola e industrial. A 9 de Julho de 1985, Argoncilhe foi aprovado o estatuto de Vila, e promulgado no dia 8 Agosto de 1985, um marco determinante. Desde essa data, tem vindo a apresentar um desenvolvimento significativo.
Já no século XX, estas terras ficaram famosas pelas Aparições Marianas no lugar da Vergada.
Aí se construiu uma Capela sob a invocação de Nossa Senhora das Graças e da Vitória. Vestia de Branco Imaculado,e no regaço ramos de Oliveira.A vidente foi uma humilde leiteira do lugar (D.Guilhermina), que faleceu idosa (22 de Agosto de 1970), tendo as aparições acontecido todos os dias 25 de cada mês, durante  muitos anos: de 1943 a 1970.Esta vidente teve também o privilégio da visão da Santíssima Trindade, na igreja do Porto, com a mesma invocação. 
Ainda hoje aqui se fazem peregrinações todos os meses do ano (dia 25), com a presença de muitas centenas de pessoas.

## Demografia
A população registada nos censos foi:
| Distribuição da População por Grupos Etários | Distribuição da População por Grupos Etários | Distribuição da População por Grupos Etários | Distribuição da População por Grupos Etários | Distribuição da População por Grupos Etários |
| -------------------------------------------- | -------------------------------------------- | -------------------------------------------- | -------------------------------------------- | -------------------------------------------- |
| Ano                                          | 0-14 Anos                                    | 15-24 Anos                                   | 25-64 Anos                                   | > 65 Anos                                    |
| 2001                                         | 1604                                         | 1238                                         | 4827                                         | 936                                          |
| 2011                                         | 1295                                         | 984                                          | 4783                                         | 1358                                         |
| 2021                                         | 1050                                         | 886                                          | 4400                                         | 1845                                         |

## Lugares de Argoncilhe
| - Aldriz, lugar já referenciado na Idade Media como Vila de Eldriz, porém remontará a época romana a crer pelos achados arqueológicos (lugar do Castro, Aldriz) onde estariam localizadas várias "villas". - Azenha, antropónimo relacionado com a posse e exploração agrícola do território já em épocas, possivelmente, pré-histórica mas certamente romana e visigótica. Neste Lugar aconteceram as Aparições Marianas (no final da Via Sacra). Aí foi construída a Capela de Nossa Senhora das Graças, comemorando este acontecimento. Celebrado com Peregrinação todos os dias 25 de cada mês. - Camalhões, com antropónimo de origem nos genitivos Cavalion«Cavallan«Cavallonis«Cavalhoes resultando na atual. - Carvalhal, como origem a mesma situação que Azenha. - Casal, referenciado em documento de D. Dinis de 1290. - Casinhas, é capaz de nos levar a uma estância pré-romana de que nos primeiros tempos de nacionalidade ou mesmo já na proto-história portuguesa apresentou ainda alguns restos de edificações castrejas que terão levado o povo a designá-las, por desconhecimento da sua origem, Casinhas - relacionadas com essa estância arqueológico-históricas. - São Martinho, centro da Vila e alberga a Igreja Matriz desde o século XVII. - Moinhos, referenciado no documento de 1290. - Ordonhe, referenciado no documento de 1290, como Ordonelli. - Outeiro da Pena. Em 1091 a Casa Ramirez Roderico Gonçalvez fazem uma partilha dos bens que possuem na Villa de Dragoncilli por baixo do Monte da Pena, hoje Outeiro da Pena. - Pereira, como origem a mesma situação que Azenha. | - Poças, referenciado no documento de 1290. Antropónimo relacionado com a posse e exploração agrícola do território já em épocas possivelmente pré-históricas, mas certamente romana e visigótica. - Quinta, como origem a mesma situação que Azenha. - Quintã, como origem a mesma situação que Azenha. - Ramil, é um lugar de origem antropónimo visigótico a partir do genitivo Ramenirus que deu também Ramiro. É presença da existência nesses primeiros séculos depois de Cristo de que houve ali na vila Ranemiri em 1009 a 1220. Também referenciado no documento de 1290. - Ribeira da Venda, onde se situa a capela de Santo António, de 1715. - Roçadas, lugar onde se encontra a Calçada e Ponte Romana. - Santa Isabel, lugar partilhado com as freguesias de Sandim e Olival, mas também intrinsecamente ligado ao lugar de Nossa Sr.ª do Campo. - São Domingos, os Cruzios do mosteiro de Grijó construíram aqui em 1581 a Capela de Nossa senhora das Neves, no mesmo lugar de uma outra. - Senhora do Campo, lugar (dos primórdios da Idade Média) onde se encontra a Capela de Nossa Senhora do Campo onde teve os seus princípios a primeira Paróquia de Argoncilhe. - Serzedêlo, Lugar referenciado no documento, de El' Rei D. Dinis, de 1290 como Sersedelo. - Souto. - Vergada, lugar onde existe a segunda Igreja da freguesia, Igreja do Cristo Rei. Uma Igreja da segunda metade do século XX. |

## Escolas

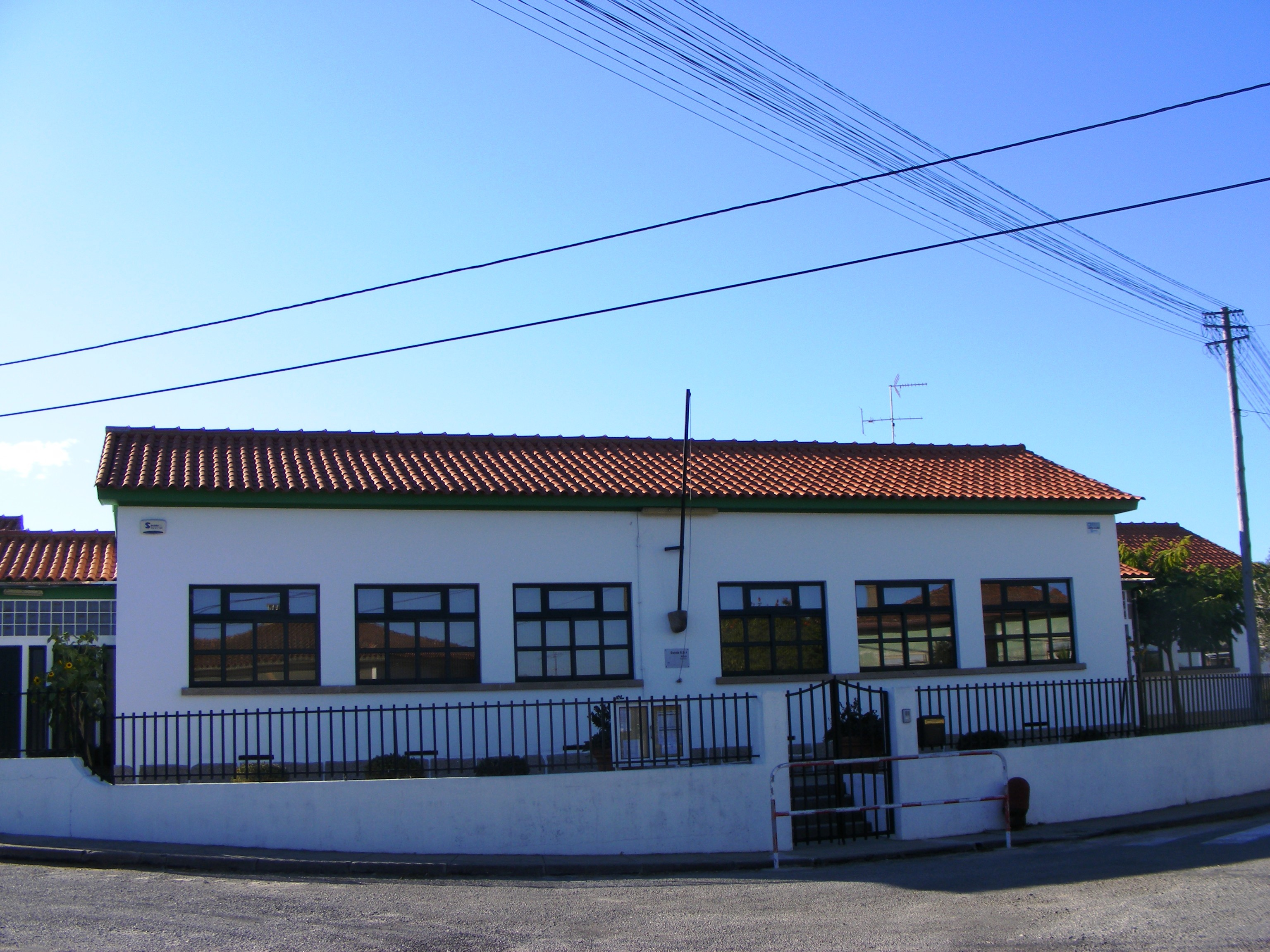
Escola Básica do 1º ciclo de Aldriz.

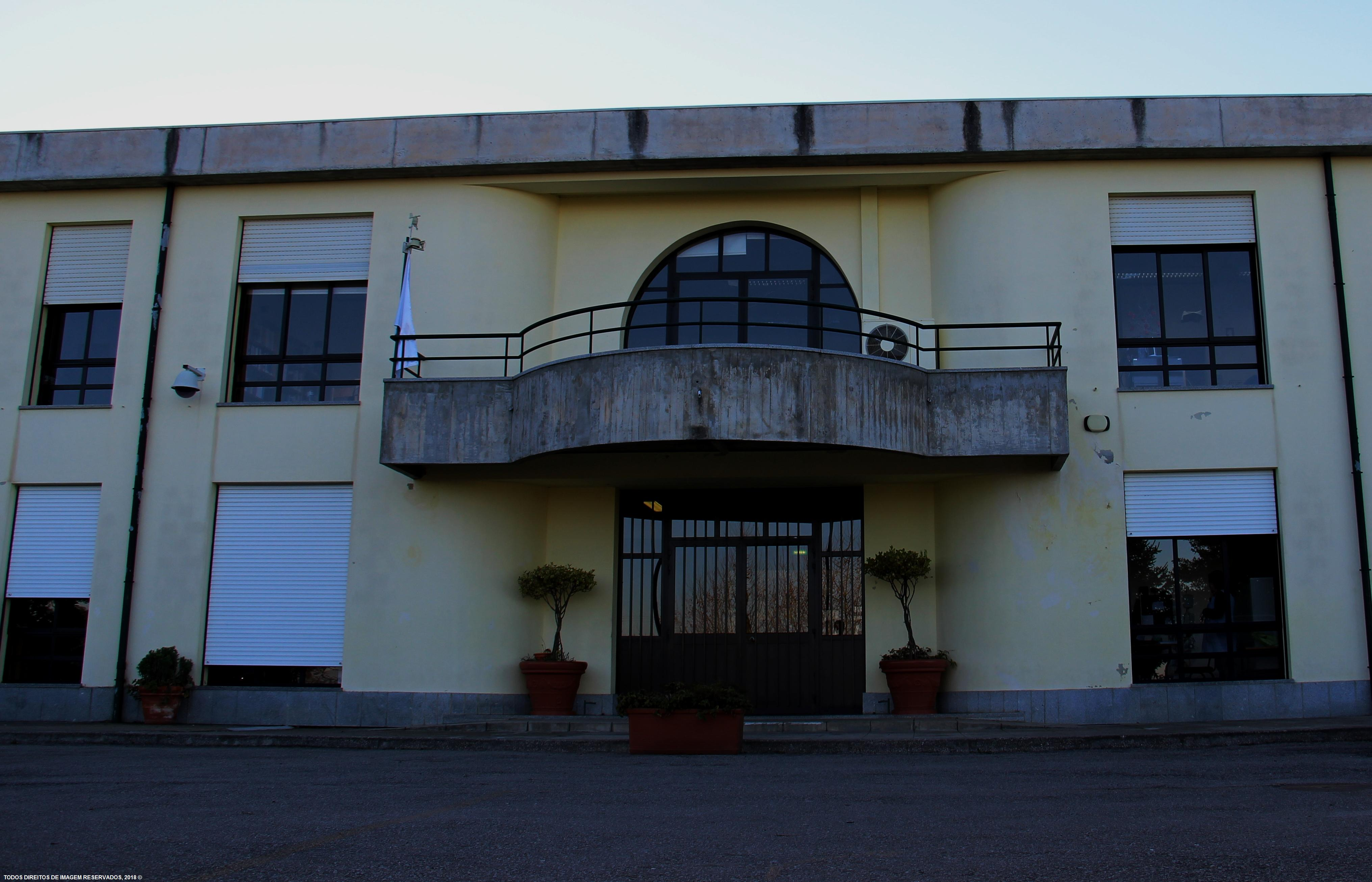
E.B. 2/3 de Argoncilhe.

Sendo no município de Santa Maria da Feira a quarta freguesia com mais impacto a nível populacional, atrás apenas de duas freguesias cidades (Feira e Lourosa) e de São João de Ver, abrange no seu território várias escolas.
- Pré-primária da Igreja
- Pré-primária de S. Domingos
- Pré-primária de Aldriz
- Pré-primária de Ordonhe
- Pré-primária do Carvalhal
- Escola Primária da Igreja
- Escola Primária de S. Domingos 1
- Escola Primária de S. Domingos 2
- Escola Primária de Aldriz
- Escola Primária de Ordonhe
- Escola Primária de Carvalhal
- Escola EB 2/3 de Argoncilhe
- Escola do CS e Paroquial de Argoncilhe
- Lindinho
- Colégio Terras Santa Maria da Feira

## Desporto

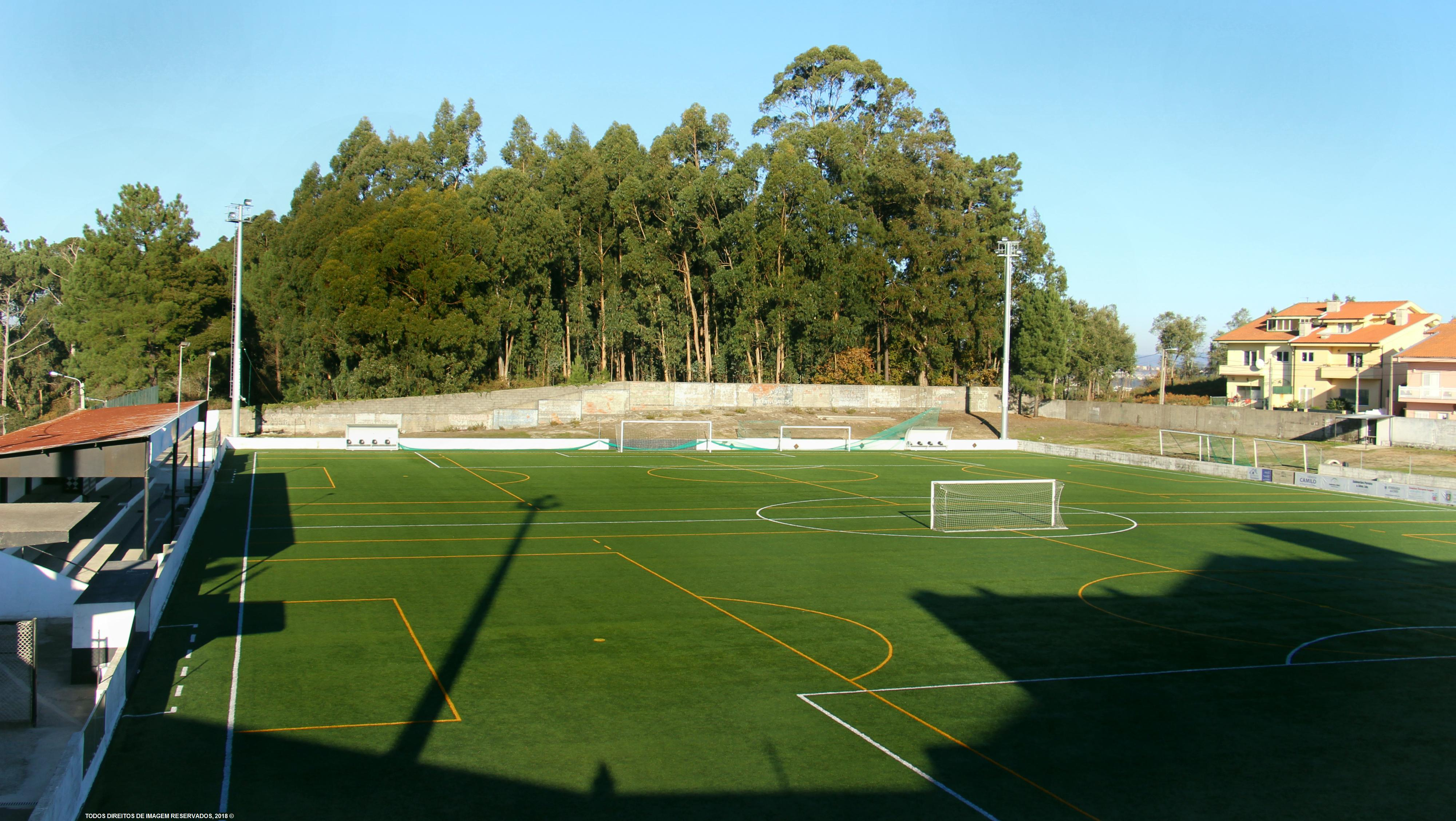
Campo de Futebol da Associação Desportiva de Argoncilhe, A.D.A..

A Associação Desportiva de Argoncilhe é uma equipa da vila de Argoncilhe fundada em 1979. O clube atualmente disputa a 1ª Divisão Distrital de Aveiro. O seu estádio é o Campo Centro Social que tem capacidade para cerca de 3 000 pessoas. No seu historial tem um campeonato da 3ª Divisão conquistada em 1982. A equipa veste de preto, tem vários escalões de futebol e também dispõe de um pavilhão gimnodesportivo.

## Saúde
- Unidade de Saúde de Argoncilhe
- Clínica Veterinária

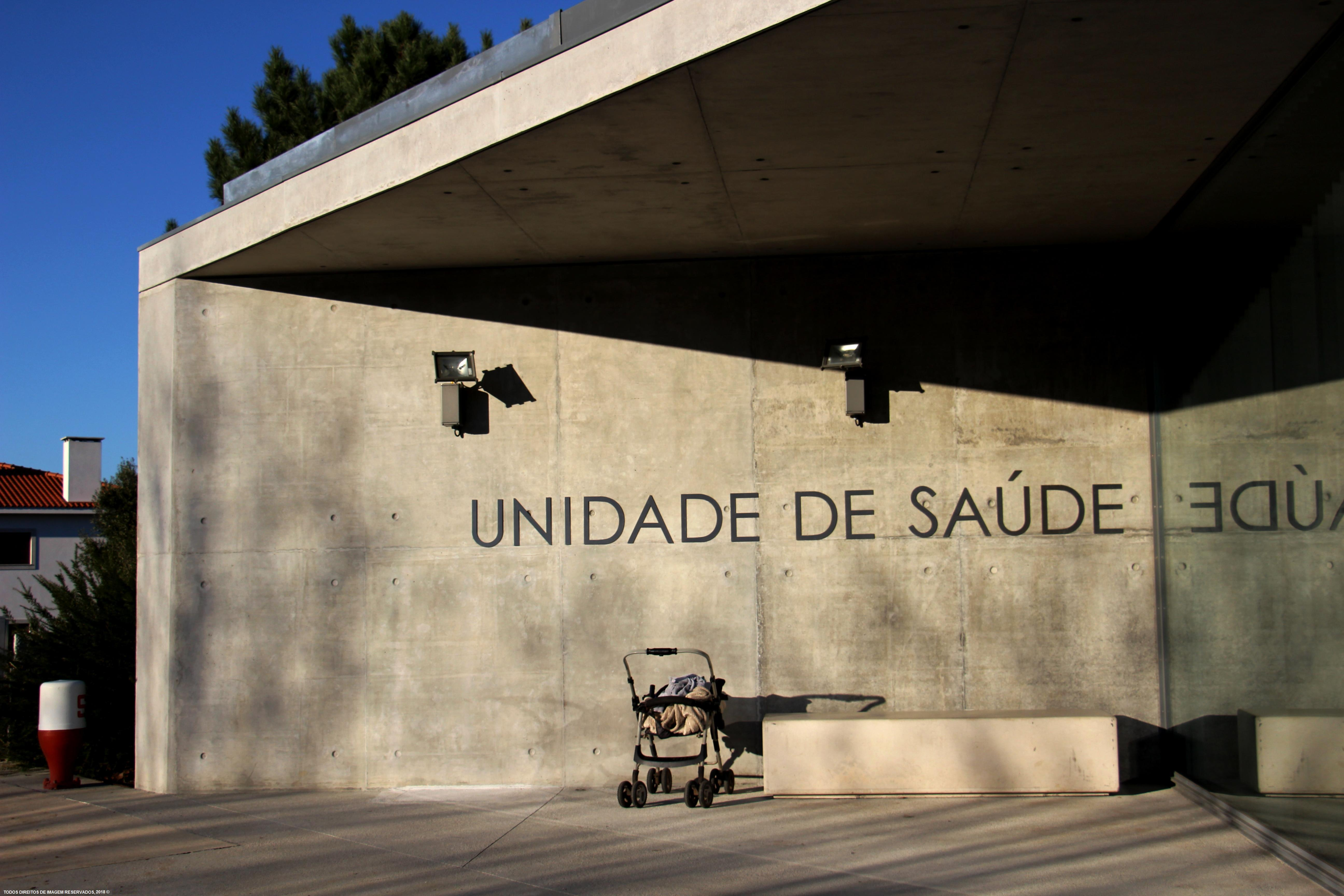
Nova Unidade de Saúde de Argoncilhe.

- Laboratório de Análises Clínicas (Igreja)

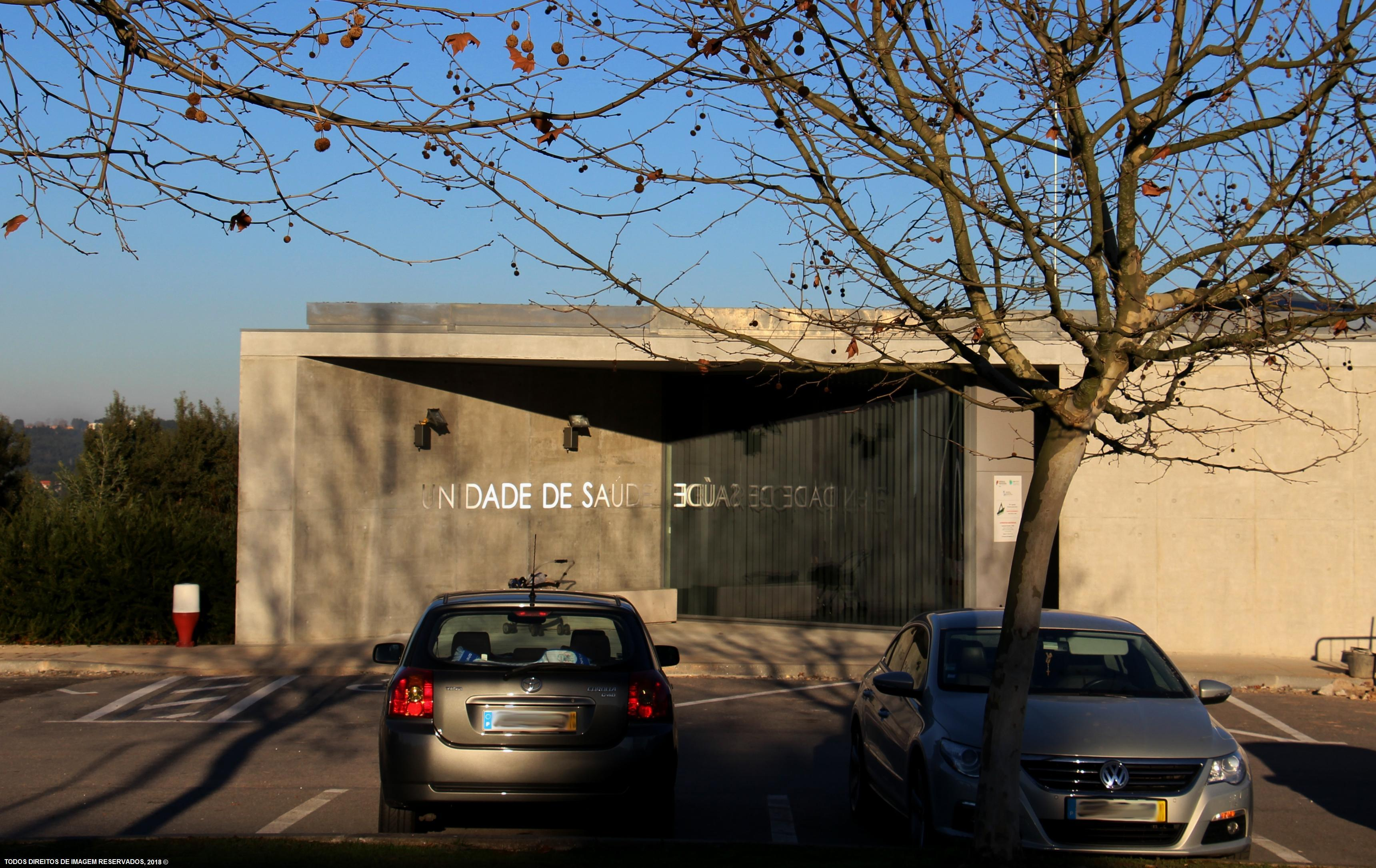
Centro de Saúde de Argoncilhe

- Laboratório de Análises Clínicas (Picôto)

## Coletividades

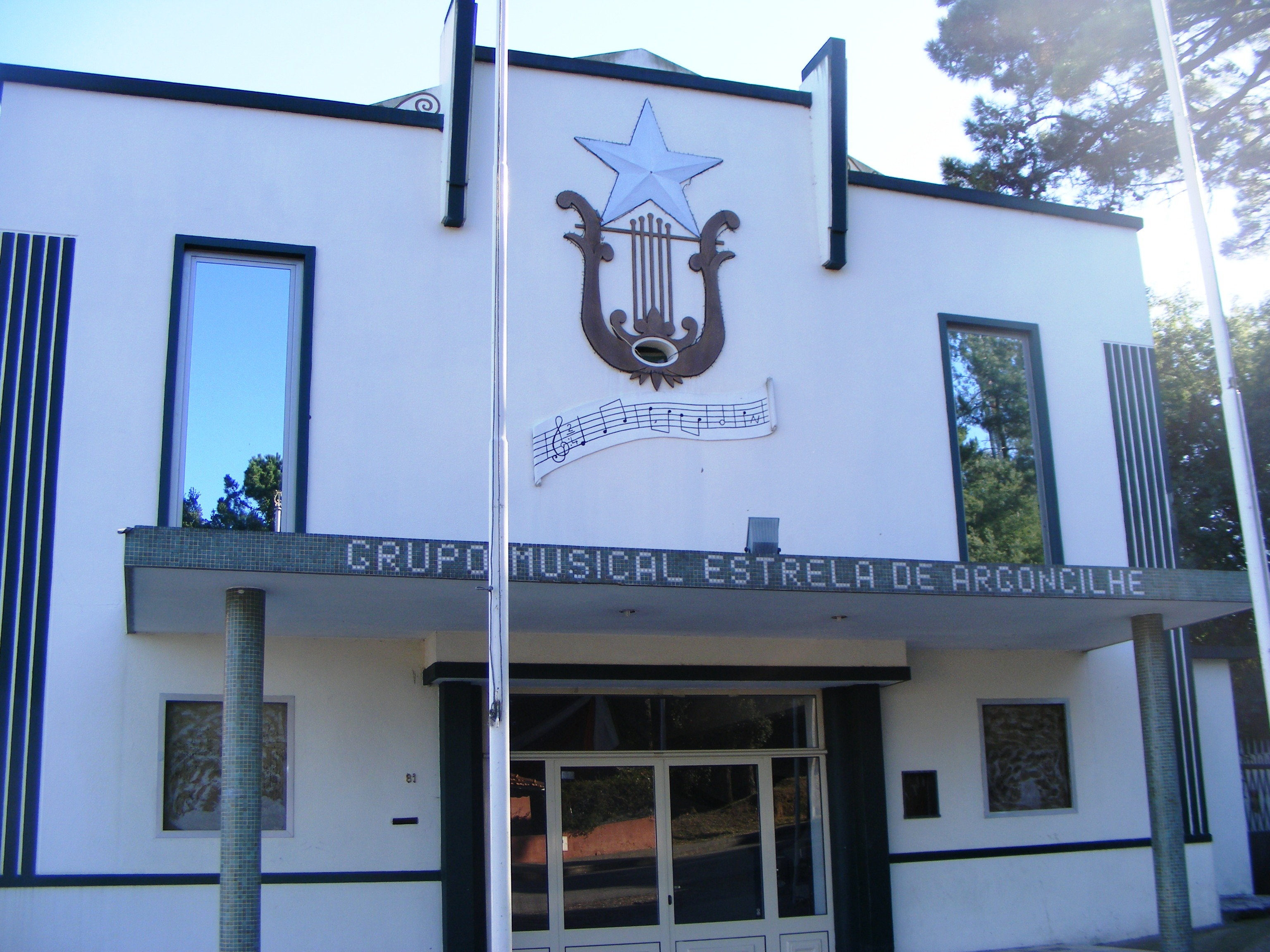
Grupo Musical Estrela de Argoncilhe, no centro da Vila.

- Associação de Pais de Aldriz - Argoncilhe
- Grupo de Jovens ELOS de Argoncilhe
- Associação Desportiva de Argoncilhe
- Casa da Gaia
- Rancho Regional de Argoncilhe
- Centro Social e Paroquial de Argoncilhe
- Centro Columbófilo de Argoncilhe
- Grupo Recreativo e Beneficente A Flor de Aldriz
- Grupo Musical Estrela de Argoncilhe
- Liga de Melhoramentos de Vergada
- Associação Argoncilhe Jovem
- Casa do Futebol Clube do Porto de Argoncilhe
- Ajuda e Colo - Associação de Solidariedade
- Associação Os Amigos Do São João de Pereira

## Locais mais emblemáticos

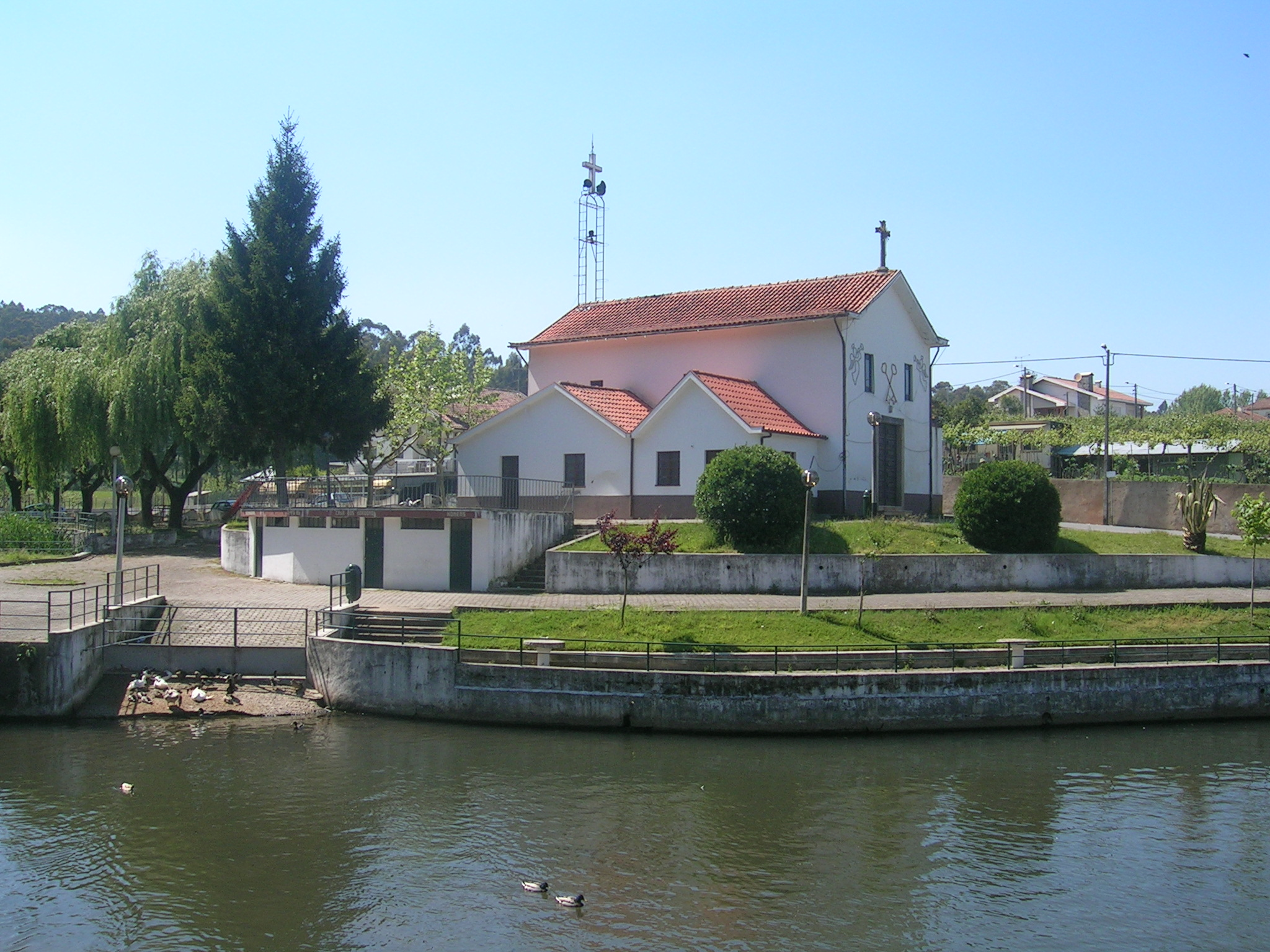
Capela e Parte do Lago de São Pedro.

O património histórico e cultural de Argoncilhe é suficientemente rico para merecer uma atenção especial de todos os que se interessem pelo passado da vila. Baseado em monumentos religiosos e arqueológicos, testemunhos privilegiados do desenrolar dos séculos e da evolução temporal, Argoncilhe guarda no seu interior muitas "pérolas" que podem e devem ser visitadas.
Começando pela veia religiosa, que desde sempre influenciou sobremaneira todos os lugares e agregados populacionais, existe na freguesia muitos marcos, para além da inevitável e destacada Igreja Matriz, bem no característico coração da vila. As Capelas de São Domingos, de São Pedro de São Tomé (com o seu campanário), de Santo António, da Senhora do Campo, a Igreja de Cristo Rei, todas estas são sinais evidentes do culto local, transformado em monumento e legado para a posteridade.
A par da dominante religiosa, também outros espelhos arqueológicos se situam em Argoncilhe, tais como a característica Ponte Romana de Roçadas ou o Cruzeiro Milenar. Os pitorescos Moinhos de Água, que ainda podemos encontrar, dão uma graça própria a Argoncilhe e são parte importante da sua identidade histórica.

### Imagens

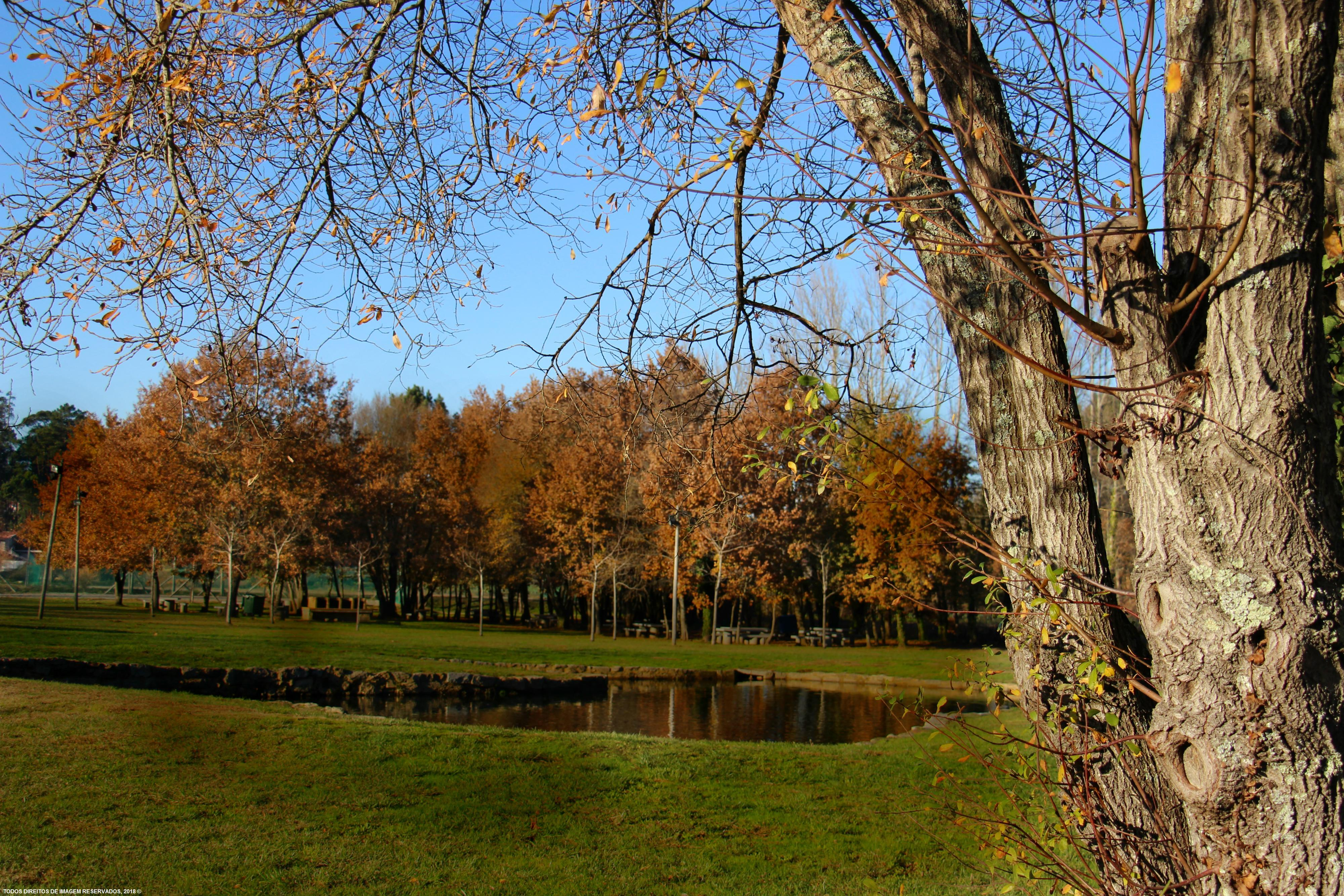
Parque Lazer de Argoncilhe, com uma vista outonal.

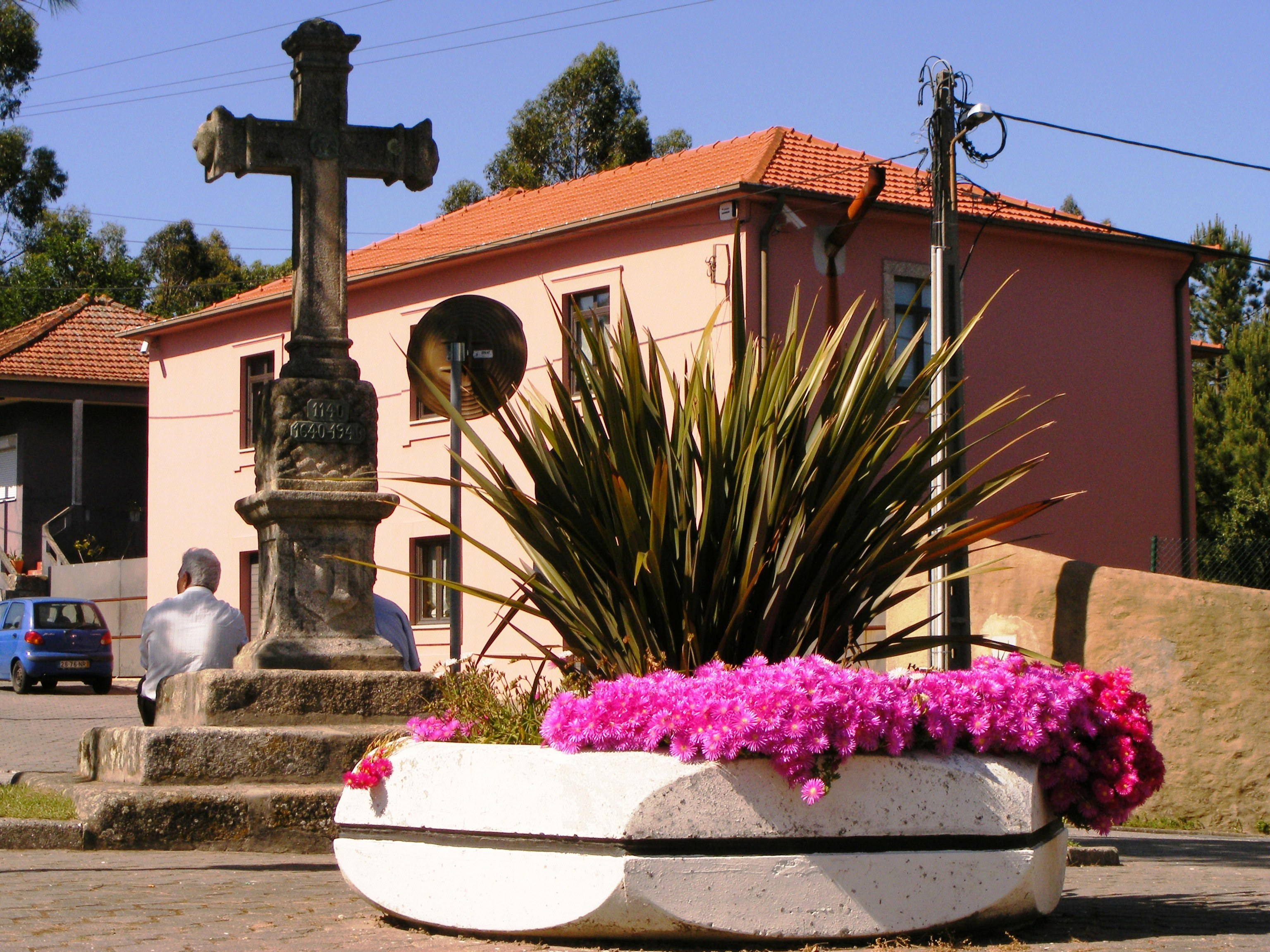
Cruzeiro com quase mil anos que nos remonta aos primórdios medievais e cristãos desta vila de Argoncilhe.
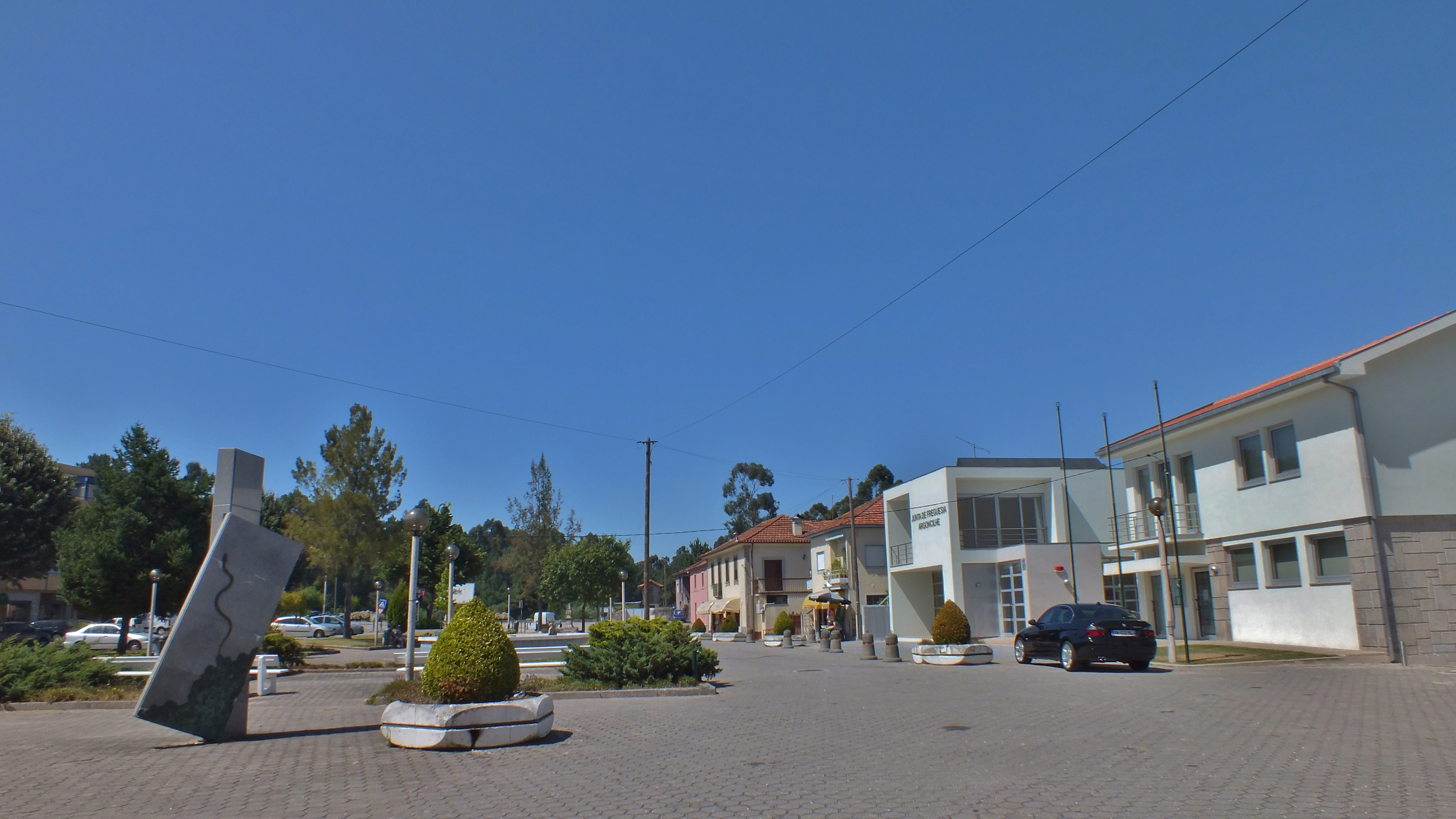
Largo Joaquim da Silva Tavares.
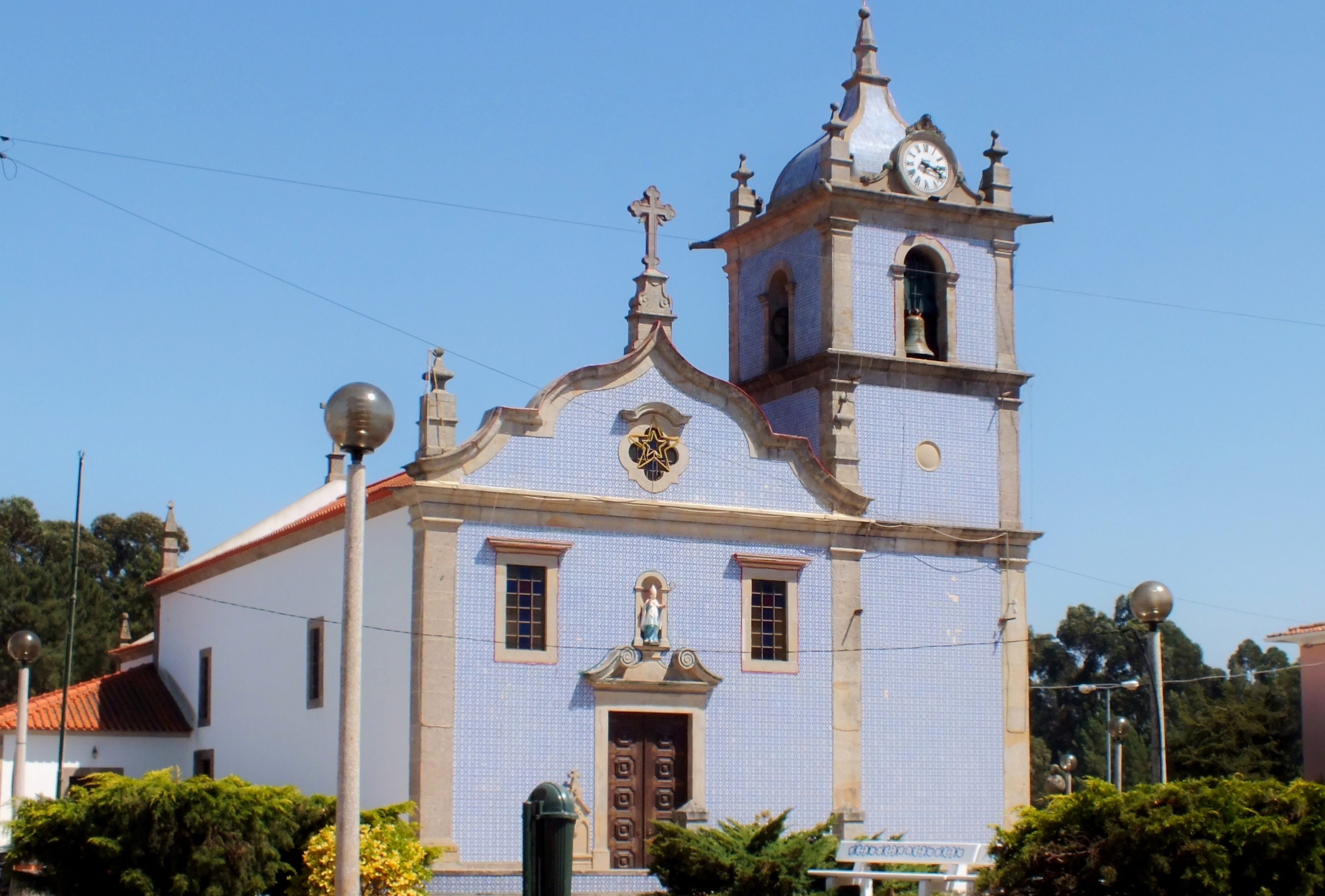
Igreja Matriz, Argoncilhe.
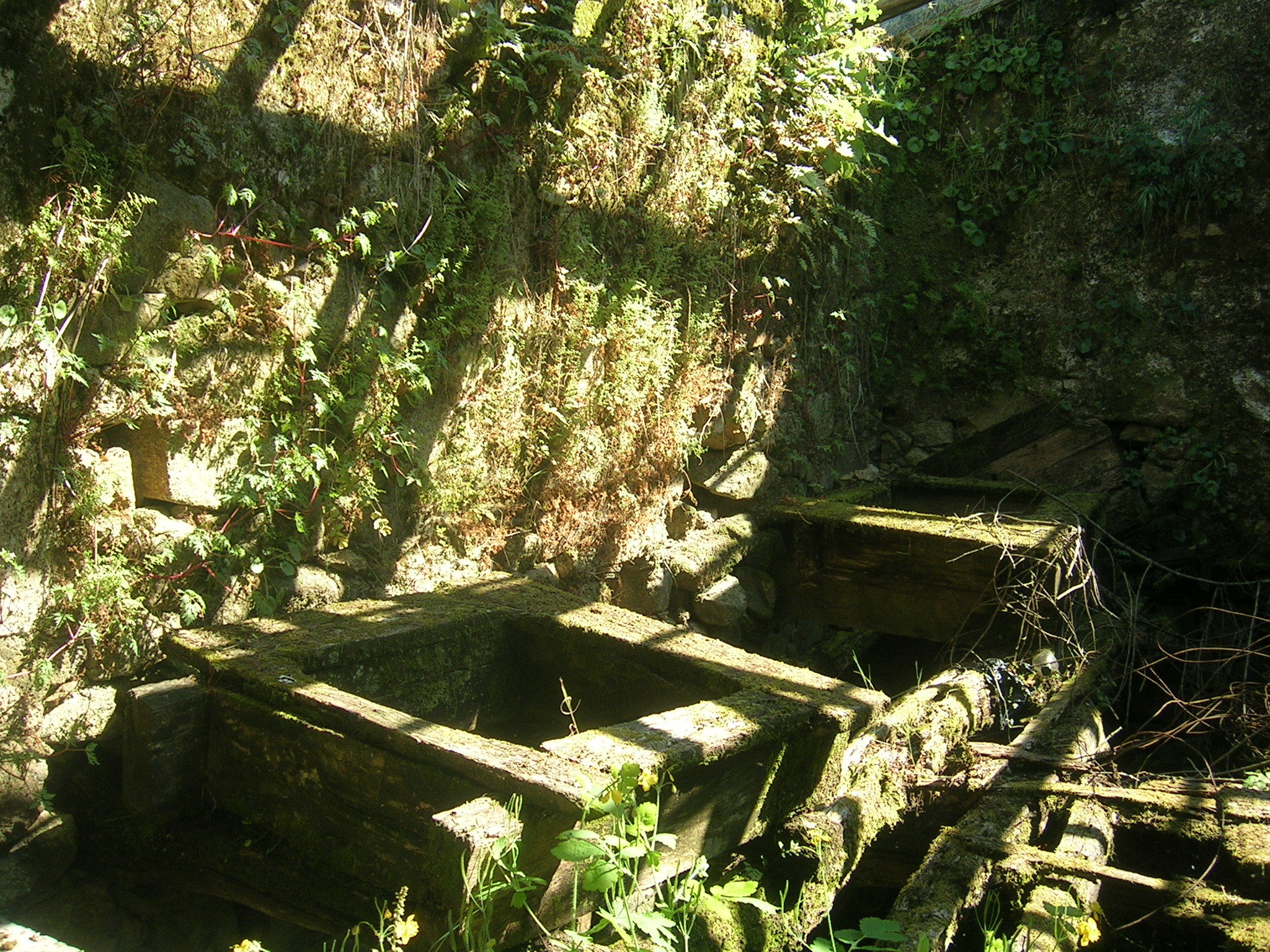
Antigo Moinho de Água, Argoncilhe.

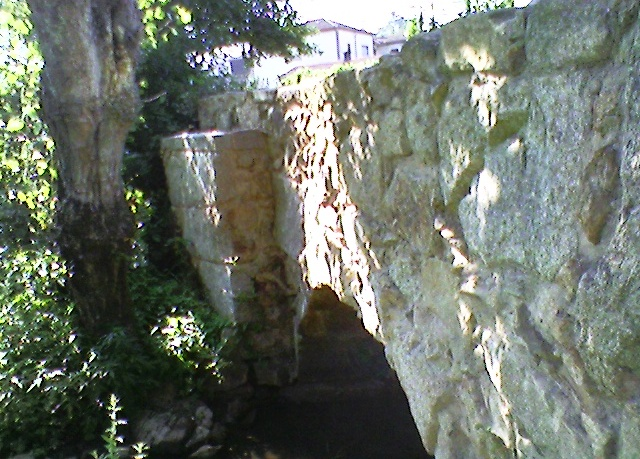
Ponte Romana, lugar das Roçadas, Argoncilhe.
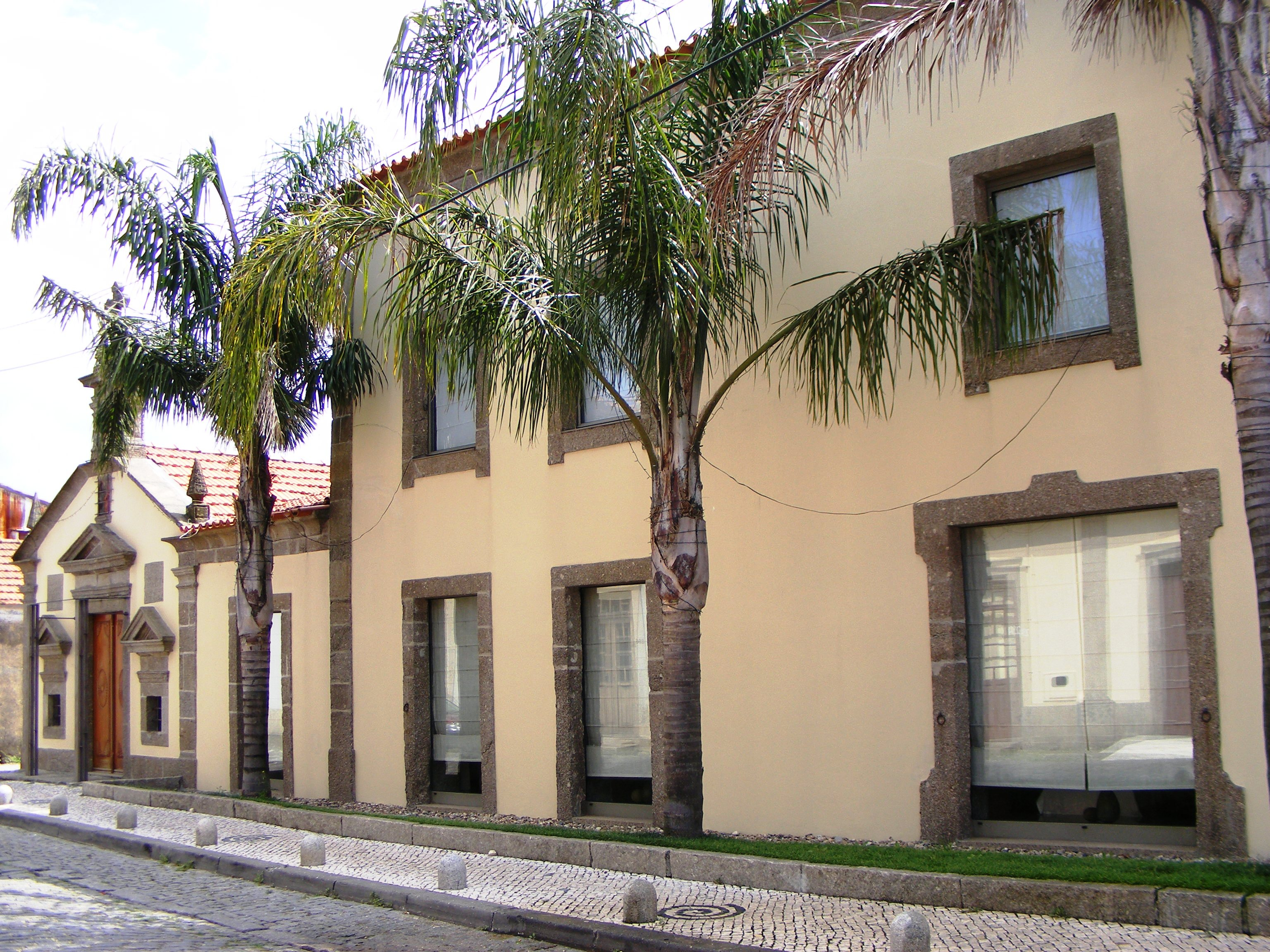
Capela de St. António e parte do Restaurante 1715.
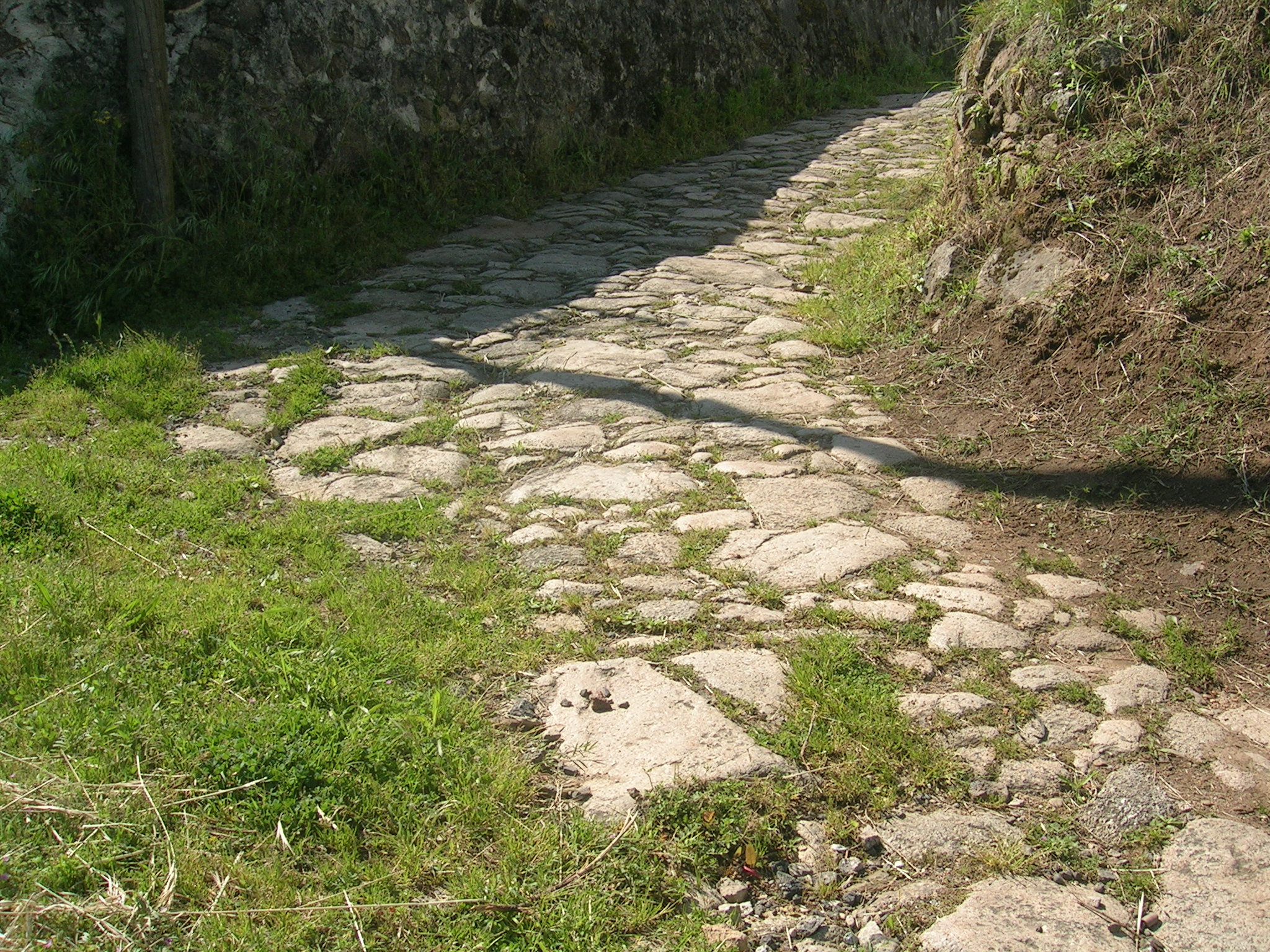
Estrada Romana, lugar das Roçadas, Argoncilhe.
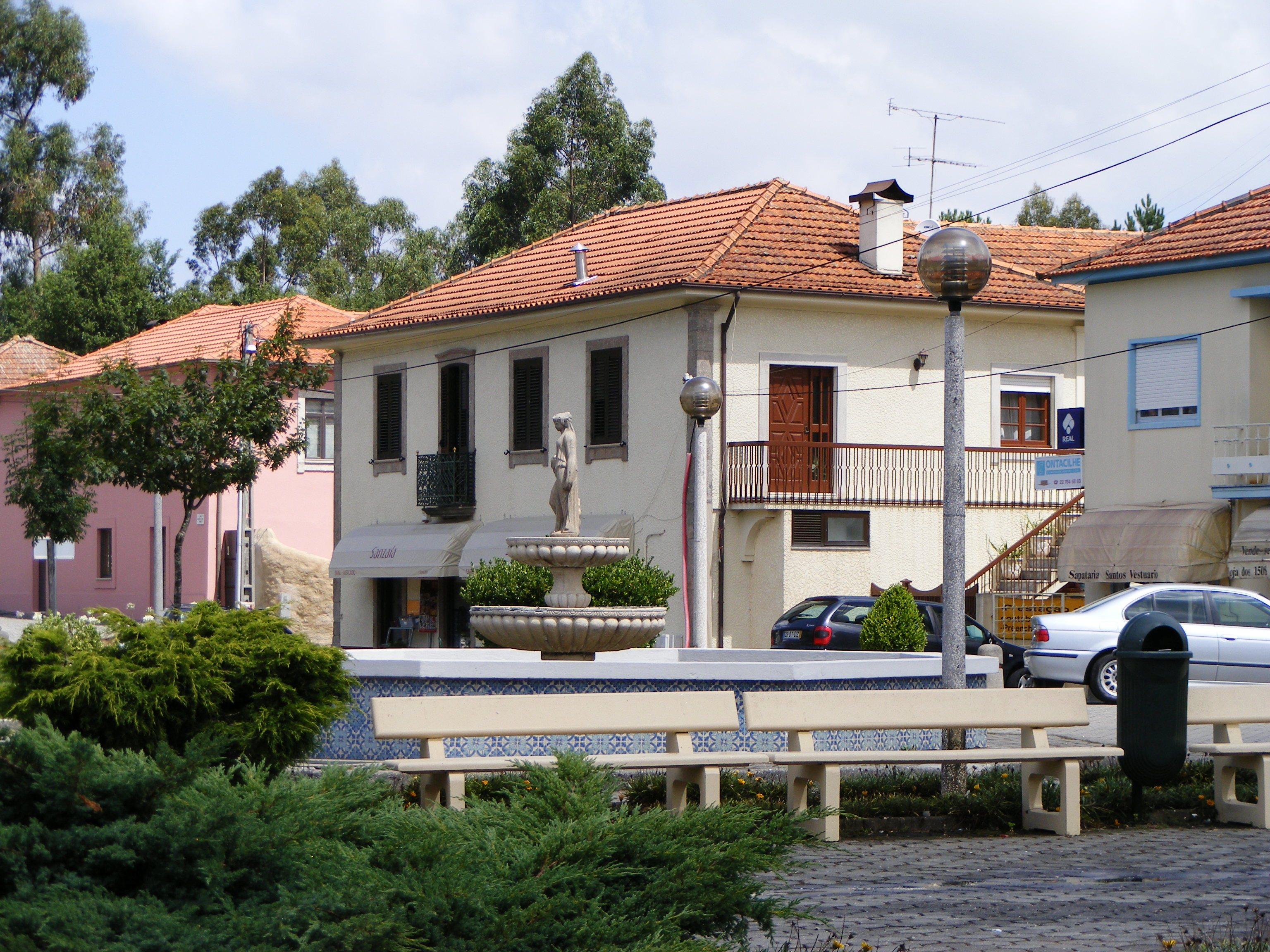
Largo Joaquim da Silva Tavares.

## Ver também

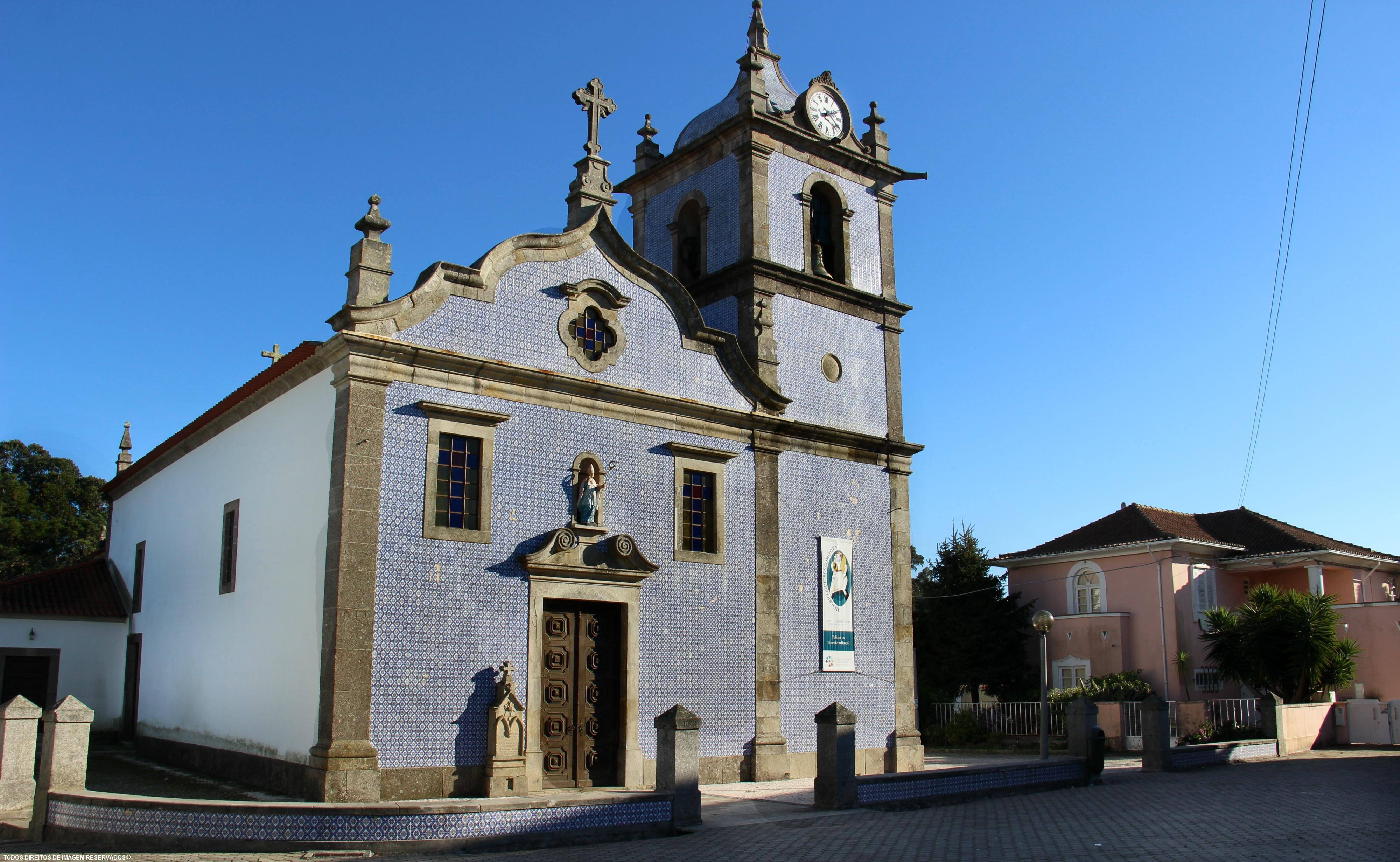
Fachada Principal, barroca, da Igreja Matriz de Argoncilhe.